# Diaporthe ailanthi
Diaporthe ailanthi är en svampart som beskrevs av Sacc. 1873. Diaporthe ailanthi ingår i släktet Diaporthe och familjen Diaporthaceae.   Inga underarter finns listade i Catalogue of Life.